# Can Joan Maresma
Can Joan Maresma, (avui coneguda com a can Capdevila) és una casa d'Arenys de Mar (Maresme) inclosa en l'Inventari del Patrimoni Arquitectònic de Catalunya.

## Descripció
És una casa de dues plantes i golfes, amb un terrat de composició simètrica. A la planta baixa hi ha un portal i una finestra a cada banda i un únic balcó uneix les tres obertures del pis. Les obertures estan remarcades, ornamentacions de ceràmica i baranes ondulades del terrat. Està situada a la part alta de la Riera.